# Wesmaelius pinincolus
Wesmaelius pinincolus is een insect uit de familie van de bruine gaasvliegen (Hemerobiidae), die tot de orde netvleugeligen (Neuroptera) behoort. 
Wesmaelius pinincolus is voor het eerst wetenschappelijk beschreven door Ohm in 1967.